# Distrito de Kanpur Nagar
Kanpur Nagar (en hindi; कानपुर नगर जिला) es un distrito de India en el estado de Uttar Pradesh. Código ISO: IN.UP.KN.
Comprende una superficie de 3 029 km².
El centro administrativo es la ciudad de Kanpur.

## Demografía
Según censo 2011 contaba con una población total de 4 572 951 habitantes.